# Eric Berne
Eric Berne, narozený jako Eric Lennard Bernstein (10. května 1910 v Montréalu – 15. července 1970) byl americký lékař a psychiatr. Vyvinul transakční analýzu jako psychoterapeutické jednání, které odvodil z psychoanalýzy.

## Život
Narodil se 10. května 1910 jako Eric Lennard Bernstein v Montréalu v Kanadě. Byl synem doktora Davida a novinářky Sáry Gordon Bernstein. Jeho otec zemřel roku 1921 a zanechal po sobě Sáru s Ericem a s jeho o pět let mladší sestrou Grace. Bernstein navštěvoval McGillovu university, kde v roce 1931 získal akademický titul a poté v roce 1935 Dr.med.. Během doby na univerzitě McGill psal pod pseudonymem do různých studentských časopisů. Po ukončení školy šel na praxi na psychiatrii na Yaleovu univerzitu, kde studoval psychoanalýzu u Paula Federna. Své vzdělání ukončil v roce 1938 a v roce 1939 se stal americkým občanem. V roce 1943 si změnil své jméno na Eric Berne.

## Vědecká činnost
Jeho studia přerušila druhá světová válka a jeho vojenská služba v armádní zdravotnické jednotce. Do roku 1945 pracoval v Bushnellově vojenské nemocnici ve městě Ogden v Utahu. Poté se rozhodl pokračovat ve svých studiích, pod vedením Erika Eriksona, v Psychoanalytickém Institutu a ordinoval v nemocnici Mt. Zion.
Kromě toho publikoval odborné teze zaměřené na psychoanalýzu. V roce 1947 spatřila světlo Světa kniha "The Mind in Action". Začal se mimo jiné věnovat i skupinové terapii a praktikoval v několika nemocnicích v San Franciscu.
Jeho práce se začínala odlišovat od hlavních myšlenek psychoanalýzy. Svou práci publikoval v několika odborných časopisech, ale většinou se setkal pouze s negativními ohlasy. Roku 1949 byl oficiálně vyloučen z Psychoanalytického institutu v San Franciscu.

## Intuice
Vytvořil několik odborných článků, zabývajících se intuicí. Tyto články popisují výklad jeho záhadných schopností jak uhádnout civilní zaměstnání vojáků, a to během krátkého rozhovoru s nimi. Tyto články vedly k jeho převratové práci v otázce transakční analýzy.

## Transakční analýza
Podle Berna existují tři různé stavy EGA: rodič, dospělý, a dítě.
"Rodič" je styl myšlení, chování či jednání převzatý od autorit (například rodičů); má v sobě převážně příkazy, zákazy a pravidla.
"Dospělý", druhý stav ega, zpracovává a hodnotí informace na základě vlastní zkušenosti a rozumu.
"Dítě" je pozůstatkem vnitřních duševních stavů z dětství. Jednání v souladu s "Dítětem" bývá převážně citového rázu. Má v sobě spontánnost, zvědavost, nezkaženou schopnost prožívat.
Poté Berne sledoval komunikaci mezi jednotlivci. Tyto mezilidské vztahy nazval transakcemi. Průběh i výsledek komunikace (transakce)je závislý na tom, který stav ega je u jednotlivých komunikujících v činnosti. Transakce mohou být rovnoběžné (vzájemně se doplňující) anebo zkřížené (ty bývají zdrojem nepříjemností). Určité vzory jednání, které se často opakují v běžném životě, nazval Berne hrami.
V padesátých letech minulého století se začalo používat označení Transakční analýza (TA). TA popisuje terapii založenou na Berneho práci. V roce 1964 vznikla mezinárodní organizace pro Transakční analýzu, (International Transactional Analysis Association). Navzdory velkému množství námitek z řad lékařů zabývajících se psychoanalytikou, se stále větší množství terapeutů řídilo právě myšlenkami Transakční analýzy.
V roce 1964 Berne napsal knihu: Games People Play (česky vyšlo jako "Jak si lidé hrají"). Tato publikace se stala na dlouhou dobu bestsellerem, který Berneovi přinesl slávu a uznání. Kniha jednoduše předkládá příklady z každodenního života. Kniha ukazuje způsoby, jak jsou lidé vtaženi do "hry", kterou právě hrají. Názvy her jsou např. "Now I've got you you son of a bitch." ("Už tě mám, ty zkurvysynu") Část terminologie, kterou autor užívá, přešla do každodenní angličtiny.

## Osobní život
Byl třikrát ženatý. Jeho první ženou byla Ruth McRae. Svatbu měli v roce 1942, měli spolu dvě děti a rozvedli se v roce 1945. Roku 1949 si Berne vzal za ženu Dorothy DeMass Way, se kterou měl také dvě děti, předtím než se v roce 1964 také rozvedli. Potřetí se oženil již jako slavný autor, s Torre Peterson v roce 1967. Se svojí ženou se usadil ve městě Carmel-by-the-Sea, Kalifornie, kde pokračoval v autorské činnosti. Pokračoval také v práci v San Franciscu. Jeho třetí manželství také skončilo rozvodem, a to na začátku roku 1970. Zemřel na náhlou srdeční zástavu v červnu 1970.

## Publikace
Překlady do češtiny
- BERNE, Eric. Jak si lidé hrají. [s.l.]: Dialog, 1992. 200 s. ISBN 80-85194-52-X.
- BERNE, Eric. Jak si lidé hrají. Praha: Portál, 2024. 208 s. ISBN 978-80-262-2051-0.
- BERNE, Eric. Co řeknete, až pozdravíte. Praha: Portál, 2013. 456 s. ISBN 978-80-262-0486-2.
- BERNE, Eric. Sex v lidském milování. Praha: Portál, 2017. 280 s. ISBN 978-80-262-1089-4.
- BERNE, Eric. Transakční analýza v psychoterapii. 2. vyd. Praha: Portál, 2025. 327 s. ISBN 978-80-262-2280-4.